# 1807 au théâtre
| Années du théâtre : 1804 - 1805 - 1806 - 1807 - 1808 - 1809 - 1810    |
| Décennies du théâtre : 1770 - 1780 - 1790 - 1800 - 1810 - 1820 - 1830 |

## Événements
- Le Théâtre de l'Odéon, qui a brûlé en 1799, est restauré par l'architecte Jean-François Chalgrin, et prend le nom de Théâtre de l'Impératrice.
- Janvier : Heinrich von Kleist, soupçonné d'espionnage, est incarcéré par les Français pendant quelques mois au Fort de Joux, il y commence la composition de sa pièce Penthesilée.
- 24 juin : ouverture du Théâtre des Variétés à Paris.
- 29 juillet : Napoléon signe un décret sur les théâtres qui limite le nombre de théâtres de Paris à huit[1].
- Publication posthume du Journal historique ou Mémoires littéraires du dramaturge français Charles Collé, mort en 1783, couvrant la période 1748-1772 : il y règle ses comptes avec ses concurrents et ses ennemis mais constitue une source précieuse en examinant la plupart des pièces créées à la Comédie-Française de 1758 à 1772[2].

## Pièces de théâtre publiées
- Heinrich von Kleist, Amphitryon, Dresde, Johann Christoph Arnold Verlag.

## Pièces de théâtre représentées
- 2 février : Le Carnaval de Beaugency, ou Mascarade sur mascarade, comédie de Charles-Guillaume Étienne et Charles Nanteuil, créé à Paris au Théâtre de l'Impératrice.
- 26 mai : L'île de la Mégalantropogénésie ou les Savans de naissance, vaudeville de Pierre-Yves Barré, Jean-Baptiste Radet et Desfontaines, créé à Paris au Théâtre du Vaudeville.
- 28 novembre : Brueys et Palaprat, comédie de Charles-Guillaume Étienne créée à Paris au Théâtre-Français.
- Les Francs-Juges, ou les Temps de barbarie, mélodrame en quatre actes de Lamartelière, à l’Ambigu-Comique.
- Menzikoff et Fœdor, ou le Fou de Berezof de  Lamartelière à l’Opéra-Comique.

## Naissances
- 5 février : Ernest Legouvé, écrivain et dramaturge français, mort le 14 mars 1903.
- 16 avril : Étienne Mélingue, sculpteur, peintre et acteur français, mort le 27 mars 1875.
- 18 septembre : Félix Cellerier, acteur français, mort le 11 octobre 1870.

## Décès
- 14 juin : Louis Bruyas dit Bursay, acteur et dramaturge français, né le 24 avril 1738.
- Date précise inconnue :
  - Namiki Shōzō II, dramaturge kabuki japonais.